# Förnimmelse

Vid första anblicken av Hermannrutnätet syns grå fläckar i korsningarna mellan de vita linjerna, men vid fokusering på en korsning försvinner dess grå fläck.

En förnimmelse, eller en sensation, är reaktionen i ett sinnesorgan på en retning. Förnimmelsen är omvandlingen av nervimpulserna som bildas i slutet av signaltransduktionen (en kaskad av kemiska reaktioner i en sinnescell som börjar med aktivering av en receptor) till neurala signaler som kan tolkas av hjärnan.
Denna tolkning kallas perception och inom psykologin är förnimmelse alltså inte samma sak som perception, även om begreppen ofta används synonymt i allmänspråket. Det är mycket svårt (om ens möjligt) att uppleva en ren förnimmelse – hjärnan är snabb på att tolka retningen och då blir förnimmelsen perception. En illusion som exemplifierar hur förnimmelse skiljer sig från perception är det s.k. Hermannrutnätet (se figur till höger). Vid första anblicken syns grå fläckar i korsningarna mellan de vita linjerna, men vid fokusering på en korsning försvinner dess grå fläck. Anledningen är att celler som är känsliga mot gränser mellan ljust och mörkt hämmar cellerna som annars skulle ha detekterat de vita linjerna – varav fläckarna. Detta händer trots att man percipierar (vet att det är) ett svartvitt rutnät.
Till förnimmelse hör att hjärnan uppfattar färg, form, värme, kyla, smärta, smak, rörelse, lukter och ljud. Ett exempel på en visuell förnimmelse är att uppfatta något mörkt fara förbi i ögonvrån. Att uppfatta detta mörka som en flygande fluga är perception. Dessa funktioner är viktiga för kognitionen, som kan bearbeta intrycken ytterligare med tolkningar och analyser (att analysera huruvida "flugan" egentligen var flugseende, glaskroppsavlossning). En auditiv förnimmelse kan vara att uppfatta ett ljud. Med perceptionen uppfattas detta ljud som att telefonen ringer. Med kognitionen avgör man om det är ens egen telefon och om man därför ska svara. Taktil förnimmelse kan vara att i gräset känna något kallt mot foten. Perceptionen uppfattar detta som en fara. Med kognitionen gör man bedömningen att börja springa för att undkomma faran.
Förnimmelsen avtar vid upprepad eller långvarig exponering för samma retning (så kallad habituering eller adaption). När uppmärksamheten på förnimmelsen är låg eller saknas, det vill säga när intryck registreras i det omedvetna, kallas intrycket subliminal perception. Nivån för när retningar är för svaga för att uppfattas, kallas sensoriska trösklar.
Vid vissa störningar kan det vara adekvat att skilja förnimmelse från perception, till exempel för att avgöra om en person har hallucinationer (förnimmelse) eller om personen till exempel genom självsuggestion börjat uppfatta något som den inte sett eller hört (perception). En taktil form av dysfunktionell förnimmelse är hypestesi.